# Nathaniel Brassey Halhed
Nathaniel Brassey Halhed (25 mai 1751 - 18 février 1830) est un orientaliste et philologiste anglais.

## Biographie
Il est né à Westminster et a étudié à Harrow, où il devint l'ami de Richard Brinsley Sheridan, puis à Christ Church (Oxford).  À Oxford, il fait la connaissance de William Jones, célèbre orientaliste, qui l'incite à étudier l'arabe. Ayant accepté un poste de rédacteur à la Compagnie britannique des Indes orientales, Halhed part pour l'Inde où, à l'instigation de Warren Hastings, il traduit le code juridique hindou à partir d'une version persane de l'original sanskrit. Cette traduction a été publiée en 1776 sous le titre The Gentoo Code (en), dont Diderot s’inspira pour sa contribution à l'Histoire des deux Indes. En 1778, il publie une grammaire bengalie, pour laquelle il mit au point à Hugli la première presse en bengali de l'Inde. Il est connu pour avoir été le premier à attirer l'attention sur la proximité philologique du sanskrit avec le persan, l'arabe, le grec et le latin. En 1785, il retourne en Angleterre où il devient, de 1790 à 1795, député de Lymington, Hants (en). Pendant quelque temps, il est un disciple de Richard Brothers (en). Le discours qu'il fit au Parlement pour la défense de Brothers rendit impossible son maintien à la Chambre des communes, dont il démissionna en 1795. Il meurt à Londres le 18 février 1830.
Sa collection de manuscrits orientaux a été achetée par le British Museum. La Société asiatique de Calcutta conserve sa traduction incomplète du Mahabharata.

## Publications
- Code des Lois des Gentoux ou Réglemens des brames de l'Anglais Nathaniel Halhed, traduction de Jean-Nicolas Démeunier, 1788